# Route nationale 571 (Belgique)
Pour les articles homonymes, voir Route nationale 571 (homonymie).
La route nationale 571 est une route nationale de Belgique d'un peu moins de 3 kilomètres qui relie Châtelineau, section de la ville de Châtelet, à Farciennes.

## Description du tracé

### Communes sur le parcours
- Région wallonne
  -  Province de Hainaut
    - Châtelineau (Châtelet)
    - Farciennes (Charleroi)